# Шаде, Кевин
Кевин Шаде (нем. Kevin Schade; род. 27 ноября 2001, Потсдам) — немецкий футболист, нападающий английского клуба «Бренфторд» и сборной Германии.
Шаде родился в семье немки и нигерийца.

## Клубная карьера
Шаде — воспитанник клубов «Бабельсберг 03», «Энерги» и «Фрайбург». В 2019 году Кевин для получения игровой практики начал выступать за дублирующий состав последних. 21 августа 2021 года в матче против дортмундской «Боруссии» он дебютировал в Бундеслиге. 5 декабря в поединке против мёнхенгладбахской «Боруссии» Кевин забил свой первый гол за «Фрайбург».